# یواس‌اس ویلیامز (دی‌دی-۱۰۸)
یواس‌اس ویلیامز (دی‌دی-۱۰۸) (به انگلیسی: USS Williams (DD-108)) یک کشتی بود که طول آن ۹۵٫۸۳ متر (۳۱۴٫۴ فوت) بود. این کشتی در سال ۱۹۱۸ ساخته شد.